# العلاقات الكازاخستانية النيجيرية
العلاقات الكازاخستانية النيجيرية هي العلاقات الثنائية التي تجمع بين كازاخستان ونيجيريا.

## مقارنة بين البلدين
هذه مقارنة عامة ومرجعية للدولتين:
| وجه المقارنة                                              | كازاخستان                      | نيجيريا                     |
| --------------------------------------------------------- | ------------------------------ | --------------------------- |
| المساحة (كم2)                                             | 2.72 مليون                     | 923.77 ألف                  |
| عدد السكان (نسمة)                                         | 17.95 مليون                    | 190.89 مليون                |
| الكثافة السكانية (ن./كم²)                                 | 6.6                            | 206.64                      |
| العاصمة                                                   | نور سلطان                      | أبوجا، لاغوس                |
| اللغة الرسمية                                             | اللغة القازاقية، اللغة الروسية | لغة إنجليزية، اللغة اليوربا |
| العملة                                                    | تينغ كازاخستاني                | نيرة نيجيرية                |
| الناتج المحلي الإجمالي (بليون دولار)                      | 159.41 مليار                   | 375.77 مليار                |
| الناتج المحلي الإجمالي (تعادل القوة الشرائية) بليون دولار | 439.39 مليار                   | 1.09 تريليون                |
| الناتج المحلي الإجمالي الاسمي للفرد دولار أمريكي          | 10.51 ألف                      | 2.64 ألف                    |
| الناتج المحلي الإجمالي للفرد دولار أمريكي                 | 24.23 ألف                      | 5.91 ألف                    |
| مؤشر التنمية البشرية                                      | 0.788                          | 0.514                       |
| رمز المكالمات الدولي                                      | +7                             | +234                        |
| رمز الإنترنت                                              | .kz، .қаз ‏                     | .ng                         |
| المنطقة الزمنية                                           | ت ع م+05:00، ت ع م+06:00       | ت ع م+01:00                 |

## منظمات دولية مشتركة
يشترك البلدان في عضوية مجموعة من المنظمات الدولية، منها:
| علم المنظمة | اسم المنظمة                               | تاريخ انضمام كازاخستان | تاريخ انضمام نيجيريا |
| ----------- | ----------------------------------------- | ---------------------- | -------------------- |
|             | مؤسسة التنمية الدولية                     | 23 يوليو 1992          | 14 نوفمبر 1961       |
|             | الأمم المتحدة                             | 2 مارس 1992            | 7 أكتوبر 1960        |
|             | منظمة التعاون الإسلامي                    | ?                      | ?                    |
|             | منظمة الشرطة الجنائية الدولية             | ?                      | ?                    |
|             | المركز الدولي لتسوية المنازعات الاستشارية | 21 أكتوبر 2000         | 14 أكتوبر 1966       |
|             | الاتحاد الدولي للاتصالات                  | 23 فبراير 1993         | 11 أبريل 1961        |
|             | الفريق المعني برصد الأرض                  | ?                      | ?                    |
|             | البنك الدولي للإنشاء والتعمير             | 23 يوليو 1992          | 30 مارس 1961         |
|             | الاتحاد البريدي العالمي                   | ?                      | ?                    |
|             | منظمة حظر الأسلحة الكيميائية              | ?                      | ?                    |
|             | مؤسسة التمويل الدولية                     | 30 سبتمبر 1993         | 30 مارس 1961         |
|             | وكالة ضمان الاستثمار متعدد الأطراف        | 12 أغسطس 1993          | 12 أبريل 1988        |
|             | يونسكو                                    | 22 مايو 1992           | 14 نوفمبر 1960       |

## وصلات خارجية
- موقع وزارة الخارجية الكازاخستانية
- موقع وزارة الخارجية النيجيرية